# 23213 Ameliachang
23213 Ameliachang là một tiểu hành tinh vành đai chính với chu kỳ quỹ đạo là 1691.7959457 ngày (4.63 năm).
Nó được phát hiện ngày 25 tháng 10 năm 2000.
It still orbits the Sun today.